# Grand Prix Formule 1 van de Verenigde Staten 2000
De Grand Prix Formule 1 van de Verenigde Staten 2000 werd gehouden op 24 september 2000 op Indianapolis Motor Speedway in Indianapolis.

## Verslag
De race ging van start op een half droog/half natte baan,  waardoor vrijwel iedereen op regenbanden van start ging.
David Coulthard maakte een valse start en pakte de leiding in de race, waarbij hij de eerste bocht wheelbangend met Schumacher doorkwam.
Vervolgens zou hij in de ronden voordat hij zijn straf moest uitzitten Michael Schumacher wat ophouden zodat Mika Häkkinen dichtbij kon komen.
Na zijn pitstop voor droogweerbanden kwam Mika Häkkinen terug achter de verrassende Gaston Mazzacane in de Minardi, die nog niet naar binnen was geweest en hierdoor zichzelf terugvond op de derde plaats.
Ook verrassend was dat Mika Häkkinen een aantal ronden achter de Minardi bleef hangen en er niet voorbij wist te raken.
Toen de Fin eindelijk was verlost van Mazzacane, die ook nieuwe banden ging halen, liep hij meteen hard in op Schumacher zodat de Duitser ook gauw de pits in ging om zijn banden te wisselen.
Hierna bleek Häkkinen nog steeds sneller en naderde Schumacher tot op enkele seconden toen er plots rook en vuur uit de achterkant van de McLaren kwam en het over en uit was voor de Fin.
Voor Michael Schumacher was het daarna een makkelijke race,  waardoor hij even in slaap leek te dommelen en hij een spin maakte.
Schumacher vervolgde de race en won voor zijn teamgenoot Barrichello en Heinz-Harald Frentzen.

## Uitslag
| Positie | Nummer | Rijder                | Team               | Ronden | Tijd/Opgave     | Startplaats | Punten |
| ------- | ------ | --------------------- | ------------------ | ------ | --------------- | ----------- | ------ |
| 1       | 3      | Michael Schumacher    | Scuderia Ferrari   | 73     | 1:36:30.883     | 1           | 10     |
| 2       | 4      | Rubens Barrichello    | Scuderia Ferrari   | 73     | +12.118         | 4           | 6      |
| 3       | 5      | Heinz-Harald Frentzen | Jordan-Mugen-Honda | 73     | +17.368         | 7           | 4      |
| 4       | 22     | Jacques Villeneuve    | BAR-Honda          | 73     | +17.936         | 8           | 3      |
| 5       | 2      | David Coulthard       | McLaren - Mercedes | 73     | +28.813         | 2           | 2      |
| 6       | 23     | Ricardo Zonta         | BAR-Honda          | 73     | +51.694         | 12          | 1      |
| 7       | 7      | Eddie Irvine          | Jaguar Racing      | 73     | +1:11.115       | 17          |        |
| 8       | 16     | Pedro Diniz           | Sauber - Petronas  | 72     | +1 Ronde        | 9           |        |
| 9       | 15     | Nick Heidfeld         | Prost Grand Prix   | 72     | +1 Ronde        | 16          |        |
| 10      | 12     | Alexander Wurz        | Benetton Formula   | 72     | +1 Ronde        | 11          |        |
| 11      | 8      | Johnny Herbert        | Jaguar Racing      | 72     | +1 Ronde        | 19          |        |
| 12      | 20     | Marc Gené             | Minardi            | 72     | +1 Ronde        | 22          |        |
| Ret     | 14     | Jean Alesi            | Prost Grand Prix   | 64     | Motor           | 20          |        |
| Ret     | 21     | Gaston Mazzacane      | Minardi            | 59     | Motor           | 21          |        |
| Ret     | 9      | Ralf Schumacher       | Williams-BMW       | 58     | Motor           | 10          |        |
| Ret     | 18     | Pedro de la Rosa      | Arrows - Supertec  | 45     | Versnellingsbak | 18          |        |
| Ret     | 11     | Giancarlo Fisichella  | Benetton Formula   | 44     | Motor           | 15          |        |
| Ret     | 19     | Jos Verstappen        | Arrows - Supertec  | 34     | Remmen          | 13          |        |
| Ret     | 1      | Mika Häkkinen         | McLaren - Mercedes | 25     | Motor           | 3           |        |
| Ret     | 17     | Mika Salo             | Sauber - Petronas  | 18     | Gespind         | 14          |        |
| Ret     | 10     | Jenson Button         | Williams-BMW       | 14     | Motor           | 6           |        |
| Ret     | 6      | Jarno Trulli          | Jordan-Mugen-Honda | 12     | Botsing         | 5           |        |

## Wetenswaardigheden
- Deze race had het meeste publiek bij een Formule 1-race ooit, meer dan 250.000 mensen zagen Michael Schumacher van pole positie de race winnen.
- Zowel David Coulthard als Giancarlo Fisichella kregen een 10 seconden stop-and-go-penalty voor een valse start.
- Dit is de eerste Formule 1 Grand Prix in de Verenigde Staten sinds 1991.
- Het was ook het eerste niet-oval evenement op Indianapolis.
- Jacques Villeneuve miste het podium voor de derde keer in drie pogingen in Indianapolis; hij finishte als tweede in zijn eerste Indy 500 in 1994 en won de race een jaar later.
- Op zondagmorgen werd bekend dat zowel Ferrari als McLaren de FIA overtuigd hebben de gridposities een rij naar achter te schuiven om wheelspin bij de beroemde "Yard of Bricks" te vermijden.
- De vlag werd gezwaaid door Speedway-president Tony George, die zijn droom had gerealiseerd door de Formule 1 terug te brengen in Amerika op zijn familiebaan.
- In het Verenigd Koninkrijk was dit de eerste Grand Prix die niet live te zien was op ITV1 sinds zij de rechten hebben gekregen in 1997, in plaats hiervan werd het uitgezonden op ITV2.

## Statistieken
| Snelste ronde | David Coulthard | McLaren - Mercedes | 1:14.711 |

Grand Prix Formule 1 van de Verenigde Staten: 1908 · 1910 · 1911 · 1912 · 1914 · 1915 · 1916 · 1959 · 1960 · 1961 · 1962 · 1963 · 1964 · 1965 · 1966 · 1967 · 1968 · 1969 · 1970 · 1971 · 1972 · 1973 · 1974 · 1975 · 1976 · 1977 · 1978 · 1979 · 1980 · 1989 · 1990 · 1991 · 2000 · 2001 · 2002 · 2003 · 2004 · 2005 · 2006 · 2007 · 2012 · 2013 · 2014 · 2015 · 2016 · 2017 · 2018 · 2019 · 2021 · 2022 · 2023 · 2024 · 2025 · 2026

Indianapolis 500: 1950 · 1951 · 1952 · 1953 · 1954 · 1955 · 1956 · 1957 · 1958 · 1959 · 1960

Grand Prix Formule 1 van de Verenigde Staten West: 1976 · 1977 · 1978 · 1979 · 1980 · 1981 · 1982 · 1983

Grand Prix Formule 1 van Las Vegas: 1981 · 1982 · 2023 · 2024 · 2025

Grand Prix Formule 1 van de Verenigde Staten Oost: 1982 · 1983 · 1984 · 1985 · 1986 · 1987 · 1988

Grand Prix Formule 1 van Dallas: 1984

Grand Prix Formule 1 van Miami: 2022 · 2023 · 2024 · 2025 · 2026 · 2027 · 2028 · 2029 · 2030 · 2031